# حاره شیخ
حاره شیخ (به عربی: حارة الشیخ) یک منطقهٔ مسکونی در لبنان است که در شهرستان المتن واقع شده‌است. حاره شیخ ۶ کیلومتر مربع مساحت دارد.